# Nacono
Nacono (Macono, Nacomone, Nocono), jedno od plemena Caddoanske konfederacije Hasinai koje je kasnom 17. i ranom 18 stoljeću obitavalo duž rijeke Neches u istočnom Teksasu, napose na mjestu sadašnjih okruga Cherokee i Houston. Jedno kraće vrijeme provode na misiji San Francisco de los Neches, koja je utemeljena 1716. Kasnije, već negdje oko 1727. o njima će se malo čuti, pa se smatra da su apsorbirani od susjednih Hasinai plemena.

## Vanjske poveznice
- Hodge